# Озерос
Озерос (грец. Λιμνης Όζερος) — озеро в номі Етолія і Акарнанія (Греція), в Західній Греції. Озеро розташоване на захід від міста Агрініо. З озера витікає річка Ахелоос. Озеро становить близько 5 км завдовжки і 3 км завширшки.
| Греція | Це незавершена стаття з географії Греції. Ви можете допомогти проєкту, виправивши або дописавши її. |